# Brøndby IF
Brøndbyernes Idrætsforening (BIF) är en fotbollsklubb i Köpenhamn, Danmark. Klubben bildades 3 december 1964 genom en sammanslagning av fotbollsklubbarna Brøndbyøster Idrætsforening (bildad 10 oktober 1928) och Brøndbyvester Idrætsforening (1 februari 1909) och har spelat i högsta danska serien Superligaen oavbrutet sedan 1983.
Från början förekom flera idrotter men omkring 1970 skedde en uppdelning av klubben efter idrottsgren. Som andra fotbollsklubb i världen efter engelska Tottenham Hotspur blev klubben börsnoterad 1987. 
När Danmark vann europamästerskapet i fotboll 1992 i Sverige bestod stommen i laget av de spelare som året innan tagit Brøndby IF till semifinal i Uefacupen, där man föll mot Roma efter ett sent mål i returmatchen. Av de spelare som utsågs till Årets fotbollsspelare i Danmark mellan 1987 och 1999 var samtliga förutom en (Thomas Helveg år 1994) dåvarande eller tidigare Brøndby-spelare.
År 1998 kvalificerade man sig som första danska laget någonsin till gruppspelet i Uefa Champions League, där man hamnade i en tuff grupp med Barcelona samt de två senare finalisterna från den säsongen Bayern München och Manchester United. Brøndby vann första matchen hemma mot Bayern München med 2-1, men förlorade sedan de resterande fem matcherna och hamnade sist i gruppen.
Tränare för laget är sedan januari 2025 Frederik Birk. Tidigare har laget tränats av bland andra Tom Køhlert (1981–1985 samt 2007–2008), Ebbe Skovdahl (1986–1989 samt 1992–1999), Morten Olsen (1990–1992), Åge Hareide (2000–2002), Michael Laudrup (2002–2006), Alexander Zorniger (2016–2019) och Niels Frederiksen (2019-2022).
Efter att Laudrup lämnade klubben har man haft svårt att leva upp till tidigare framgångsrika resultat samt haft perioder av turbulens utanför planen. Det har bland annat kommit till uttryck genom att många olika verkställande direktörer har fått lämna efter ganska kort tid på posten. När det gick som sämst våren 2013 var man nära konkurs och räddade kvar sig i Superligaen först i sista omgången genom en vinst borta mot AC Horsens. Dock har det gått bättre de senaste åren, med andraplatser i Superligaen 2017 och 2018 samt tre cupfinaler i rad 2017–2019, där Danska cupen vanns 2018 efter finalseger mot Silkeborg IF. Kulminationen kom när Brøndby överraskande vann mästerskapet säsongen 2020/21, för första gången sedan 2005, trots att man sålt en hel del av sina största profiler mellan 2018 och 2020.

## Meriter
- Semifinal i Uefacupen 1991
- Nådde första gruppspelsomgången i Uefa Champions League 1998
- Nådde gruppspelsomgången i Uefacupen 2005 och Uefa Europa League 2021.

## Spelare

### Truppen
Uppdaterad trupp: 20 mars 2024.
| 1  | Österrike | Patrick Pentz    | 2 januari 1997  | Bayer Leverkusen (-23) |
| 16 | Danmark   | Thomas Mikkelsen | 27 augusti 1983 | Lyngby (-21)           |
| 40 | Danmark   | Jonathan Ægidius | 22 april 2002   | Lyngby (-21)           |

| 2  | Norge    | Sebastian Sebulonsen | 27 januari 2000  | Viking (-22)          |
| 3  | Norge    | Henrik Heggheim      | 22 april 2001    | Viking (-21)          |
| 4  | Danmark  | Jacob Rasmussen      | 28 maj 1997      | Fiorentina (-23)      |
| 5  | Danmark  | Rasmus Lauritsen     | 27 februari 1996 | Dinamo Zagreb (-23)   |
| 14 | Danmark  | Kevin Mensah         | 15 maj 1991      | Esbjerg (-17)         |
| 18 | Danmark  | Kevin Tshiembe       | 31 mars 1997     | Lyngby (-21)          |
| 24 | Kroatien | Marko Divković       | 11 juni 1999     | Dunajska Streda (-21) |
| 30 | Belgien  | Jordi Vanlerberghe   | 27 juni 1996     | Mechelen (-24)        |
| 31 | Surinam  | Sean Klaiber         | 31 juli 1994     | Utrecht (-23)         |
| 32 | Danmark  | Frederik Alves       | 8 november 1999  | West Ham United (-22) |
| 37 | Danmark  | Clement Bischoff     | 16 december 2005 | Fremad Amager (-22)   |

| 7  | Danmark  | Nicolai Vallys    | 4 september 1996 | Silkeborg (-22)       |
| 8  | Danmark  | Mathias Greve     | 11 februari 1995 | Randers (-21)         |
| 10 | Danmark  | Daniel Wass       | 31 maj 1989      | Atlético Madrid (-22) |
| 19 | Danmark  | Bertram Kvist     | 19 mars 2005     | Brøndby IF            |
| 20 | Polen    | Mateusz Kowalczyk | 16 april 2004    | ŁKS Łódź (-23)        |
| 22 | Kroatien | Josip Radoševic   | 3 april 1994     | Hajduk Split (-18)    |
| 23 | USA      | Christian Cappis  | 13 augusti 1999  | Hobro (-21)           |

| 9  | Norge   | Ohi Omoijuanfo       | 10 januari 1994  | Röda Stjärnan (-22)   |
| 11 | Danmark | Filip Bundgaard      | 3 juli 2004      | Randers (-24)         |
| 28 | Japan   | Yuito Suzuki         | 25 oktober 2001  | Shimizu S-Pulse (-23) |
| 36 | Danmark | Mathias Kvistgaarden | 15 april 2002    | Lyngby (-18)          |
| 41 | Danmark | Oscar Schwartau      | 17 maj 2006      | Brøndby IF            |
| 99 | Ghana   | Emmanuel Yeboah      | 25 februari 2003 | Cluj (-23)            |

Not: Spelare i kursiv stil är inlånade.

### Utlånade spelare
| Nr | Land | Pos | Namn                                          |
| -- | ---- | --- | --------------------------------------------- |
|    | USA  | F   | Justin Che (i ADO Den Haag till 30 juni 2024) |

| Nr | Land    | Pos | Namn                                            |
| -- | ------- | --- | ----------------------------------------------- |
|    | Sverige | A   | Carl Björk (i IFK Norrköping till 30 juni 2024) |

### Svenska spelare
- Mattias Jonson (2000–2004)
- Krister Nordin (2000–2002)
- Magnus Svensson (2000–2002)
- Andreas Jakobsson (2003–2004)
- Johan Elmander (2004–2006, 2014–2016)
- Babis Stefanidis (2004–2005)
- Marcus Lantz (2005–2007)
- Martin Ericsson (2006–2008)
- Samuel Holmén (2007–2010)
- Max von Schlebrügge (2008–2011)
- Jon Jönsson (2008–2010)
- Alexander Farnerud (2008–2010)
- Mikael Nilsson (2009–2012)
- Michael Almebäck (2013–2015)
- Johan Larsson (2015–2018, 2019)
- Magnus Eriksson (2015–2016)
- Gustaf Nilsson (2016–2018)
- Simon Tibbling (2017–2020)
- Simon Hedlund (2019–2023)
- Oskar Fallenius (2021–2023)
- Rasmus Wikström (2021–2023)
- Carl Björk (2022–)

### Andra kända spelare
- Michael Laudrup (1982–1983)
- Lars Olsen (1985–1991, 1996–1997)
- John Jensen (1986–1988, 1990–1992, 1996–1999)
- Kim Vilfort (1986–1998)
- Brian Laudrup (1986–1989)
- Peter Schmeichel (1987–1991)
- Jes Høgh (1991–1994)
- Marc Rieper (1992–1994)
- Ebbe Sand (1992–1999)
- Dan Eggen (1993–1997)
- Brad Friedel (1995)
- Allan Nielsen (1995–1996)
- Peter Møller (1995–1997)
- Mikkel Jensen (1997–2002)
- Peter Graulund (1998–2001)
- Stig Inge Bjørnebye (2000)
- Søren Larsen (2001–2004)
- Morten Wieghorst (2002–2005)
- Thomas Kahlenberg (2002–2005, 2013–2017)
- Daniel Agger (2004–2006, 2014–2016)
- Michael Krohn-Dehli (2008–2012)
- Dennis Rommedahl (2011–2013)
- Khalid Boulahrouz (2013–2014)
- Christian Nørgaard (2013–2018)
- Teemu Pukki (2014–2018)